# Enel Produzione
Enel Produzione S.p.A. è un'azienda italiana che opera nel settore della produzione di energia elettrica.

## Storia
Enel Produzione nasce il 7 settembre 1999 in seguito al Decreto Legislativo 79/99 con 14.600 miliardi di lire di capitale sociale interamente sottoscritto da Enel, che le affida il ramo d'azienda relativo alla generazione di energia elettrica.

## Produzione

### In Italia
È il più grande produttore energetico italiano con 78.429 milioni di kWh prodotti nel 2011 in 603 centrali. Si riportano di seguito i dati di produzione principali dell'ultimo triennio dichiarati nel rapporto ambientale 2011.

## Azionariato
- Enel, 29,3%

Numero e caratteristiche delle centrali Enel in Italia
|                        | 2009 | 2010 | 2011 |
| ---------------------- | ---- | ---- | ---- |
| Centrali totali        | 607  | 603  | 603  |
| termoelettriche        | 43   | 43   | 43   |
| idroelettriche         | 502  | 495  | 483  |
| geotermoelettriche     | 32   | 33   | 33   |
| eoliche                | 25   | 25   | 29   |
| solari (fotovoltaiche) | 5    | 6    | 15   |

Potenza efficiente netta in MW delle centrali Enel in Italia.
|                       | 2009  | 2010  | 2011  |
| --------------------- | ----- | ----- | ----- |
| Potenza totale        | 40422 | 40525 | 39882 |
| termoelettrici        | 24855 | 24833 | 24825 |
| idroelettrici         | 14431 | 14417 | 13647 |
| geotermoelettrici     | 695   | 728   | 722   |
| eolici                | 429   | 533   | 623   |
| solari (fotovoltaici) | 11,6  | 14,1  | 65,3  |

Produzione di energia netta per combustibile (in milioni di kWh).
|                                       | 2009  | 2010  | 2011  |
| ------------------------------------- | ----- | ----- | ----- |
| Totale                                | 83575 | 81180 | 78429 |
| combustibili fossili                  | 49431 | 46759 | 49653 |
| rifiuti                               | 51,9  | 30,8  | 39,4  |
| idrogeno                              | 0     | 2,17  | 0,275 |
| fonti rinnovabili                     | 29437 | 30809 | 26963 |
| idroelettrica da apporti di pompaggio | 4655  | 3580  | 1772  |